# Barba Ensopada de Sangue (filme)
Barba Ensopada de Sangue é um filme de drama brasileiro de 2024, dirigido por Aly Muritiba e roteirizado com Jessica Candal. Produzido pelo Globoplay, o filme tem previsão para ser lançado em 2025 nos cinemas. Estrelado por Gabriel Leone e Thainá Duarte é o quarto filme que recebe o selo de Original Globoplay além de ser baseado no romance homônimo do escritor brasileiro Daniel Galera publicado em 2012. O longa estreiou na seleção oficial do 52º Festival de Gramado.

## Sinopse
Após a morte do pai, Gabriel se dirige à praia da Armação em busca de suas origens. O que ele encontra é uma trama complexa envolvendo a figura enigmática do avô, um esqueleto de baleia e uma cidade que luta para enterrar seu passado a qualquer custo. Um professor de educação física também procura refúgio em Garopaba, um pequeno balneário de Santa Catarina, distanciando-se de uma relação conturbada com sua família e mergulhando em um isolamento geográfico e emocional. Ao mesmo tempo, ele investiga a morte do avô, o misterioso Gaudério, supostamente assassinado décadas atrás, quando Garopaba era apenas uma vila de pescadores.
Acompanhado por Beta, a cadela de seu falecido pai, o professor tenta desvendar as lacunas das informações que obtém, relutantemente, dos moradores mais antigos. Com uma condição neurológica que influencia suas interações, ele forma laços com alguns habitantes: uma garçonete e seu filho, os alunos da natação, um budista excêntrico e a secretária de uma agência de turismo. Gradualmente, ele começa a juntar as peças que podem ajudá-lo a compreender melhor sua própria história.

## Elenco
- Gabriel Leone
- Thainá Duarte
- Ivo Müller
- Roberto Birindelli
- Teca Pereira